# Wrona Buttress
Wrona Buttress (polnisch Urwisko Wrony ‚Wrona-Kliff‘) ist ein 100 m hohes Felsenkliff am östlichen Ende von King George Island im Archipel der Südlichen Shetlandinseln. Es ragt nordöstlich des Melville Peak oberhalb des Gazdzicki Sound auf.
Polnische Wissenschaftler benannten es 1984 nach dem Paläontologen Ryszard Wrona, einem Teilnehmer an der von 1980 bis 1981 durchgeführten polnischen Antarktisexpedition.